# Иван Лебанов
Ива̀н Георгѝев Леба̀нов е български ски бегач и първият българин медалист от зимна олимпиада.

## Биография
Роден е на 10 декември 1957 г. в село Гостун, община Банско, област Благоевград. Семейството му се премества да живее във Велинград през 1965 г.
На 10 години участва в първото си състезание по ски бягане. На 17 години печели първата си републиканска титла, през 1974 и 1976 г. печели титли от балканските първенства за юноши. През 1977 г. става световен юношески шампион на 10 км ски бягане в „Сент-Кроа“, Швейцария. Печели състезанията на 15 км ски бягане от Универсиадите през 1978 и 1981 г. През сезон 1978-1979 г. завършва в първите десет в три старта за световната купа и завършва девети в генералното класиране за сезона.
През 1980 г. печели бронзов медал на зимните олимпийски игри в Лейк Плесид на 30 км ски бягане. Заема и 15-о място на 15 км на същата Олимпиада.
Благодарение на авторитета му, ФИС възлага две домакинства на световната купа на България през 1981 г. на Юндола и през 1985 г. на Витоша.
Избран е за „Скиор на века“ в страната по случай 80-годишнината на ски спортовете в България.
Занимава се с хотелиерство и спортни бази.

## Обществена дейност
През 2007 г. и 2011 г. става кмет на община Велинград и е първият кмет на общината с два завършени пълни и последователни кметски мандата (2007-2011) и (2011-2015).
Член е на Българския олимпийски комитет (БОК) и на Българската федерация по ски.